# ILF Consulting Engineers
ILF Consulting Engineers ist ein internationales Ingenieur- und Beratungsunternehmen, das in den Geschäftsbereichen Energie & Klimaschutz, Wasser & Umwelt, Verkehr & Urbane Räume sowie Ressourcen & Nachhaltige Industrie tätig ist.

## Geschichte
Die Anfangsjahre von ILF sind eng mit der Geschichte der Transalpinen Ölpipeline (TAL) verbunden, welche von Triest über die Alpen bis nach Ingolstadt führt. Durch ihre Mitarbeit bei der Planung der TAL lernten sich die beiden Ingenieure Pius Lässer und Adolf Feizlmayr kennen. Die Unternehmensgründung von ILF erfolgte dann im Jahr 1967 durch Pius Lässer († 2023) in Innsbruck (Österreich) und wurde mit dem Beitritt von Adolf Feizlmayr 1969 zur „Ingenieurgemeinschaft Lässer-Feizlmayr“ (ILF) erweitert.
Zu weiteren frühen Projekten, die ILF bearbeitet hat, zählen der knapp 14 km lange Arlberg-Straßentunnel, das 467 km lange Fernwassertransportsystem zur Versorgung von Saudi-Arabiens Hauptstadt Riad mit Trinkwasser, mehrere Teilabschnitte von Eisenbahn-Hochgeschwindigkeitsstrecken in Deutschland, sowie die 990 km lange ITP-Pipeline zwischen dem Irak und der Türkei. Für die Zusammenarbeit mit der Militärjunta in Myanmar bei einem Staudammprojekt wurde ILF von Aktivisten kritisiert. Das Unternehmen gab an, dass aus Sicherheitsgründen der Staudammbau nach dem Putsch nicht ohne weiteres beendet werden konnte und inzwischen keine Zusammenarbeit mehr bestehe.
Derzeit (Stand Dezember 2023) erstellt ILF gemeinsam mit chinesischen und pakistanischen Partnern die Pläne für eine 207 km lange Wasserpipeline, die den Wassermangel der pakistanischen Großstadt Karatschi beheben soll.
Mit dem Generationenwechsel in der Führung von ILF Anfang der 2000er-Jahre änderte sich auch die Struktur der Unternehmensgruppe ILF. In den über 45 Bürostandorten auf sechs Kontinenten beschäftigen die Firmen der ILF-Gruppe über 3000 Mitarbeiter. Das Unternehmen befindet sich vollständig im Privatbesitz der Gründerfamilien. Die ILF-Gruppe wird von seinem Sohn Klaus Lässer als CEO geführt.

## Gründer
Pius Lässer wurde 1931 geboren und wuchs mit zwei Geschwistern auf einem Bauernhof in Vorarlberg auf. Anschließend studierte er an der technischen Hochschule in Graz Bauingenieurwesen (Diplom 1958) und Wirtschaftsingenieurswesen (Diplom 1960). Die erste Berufstätigkeit erfolgte im Büro Dr. Merkel, Wiesbaden, mit der Planung von Wasserprojekten sowie anschließend im Büro Dorsch-Gehrmann, Wiesbaden, mit Infrastrukturprojekten – schwerpunktmäßig Produktenpipelines, Pumpstationen und Tanklager für die NATO. Ab dem Jahr 1965 leitete Pius Lässer das von der Fa. Bechtel – San Francisco – in Innsbruck zum Bau der Transalpinen Ölleitung gegründete technische Büro. Nach der Gründung von ILF folgten die Leitung und Mitarbeit bei vielen Projekten gemeinsam mit Adolf Feizlmayr. Ab 2007 wechselte er in den Firmenbeirat und von 2014 bis Ende 2019 in den Aufsichtsrat der ILF-Gruppe. Pius Lässer ist Vater von vier erwachsenen Kindern.
Im Laufe seines Lebens erhielt Pius Lässer folgende Auszeichnungen:
- Silbernes Ehrenzeichen für Verdienste um die Republik Österreich[8]
- Silbernes Ehrenzeichen des Landes Vorarlberg (2007)[8]
- Ehrenzeichen des Landes Tirol (2008)[9]

Adolf Feizlmayr wurde 1937 geboren und wuchs mit fünf Geschwistern auf einem Bauernhof in Oberösterreich auf. Er studierte an der Montanuniversität Leoben Erdölwesen. Nach dem Hochschulstudium, das er 1961 mit Auszeichnung abschloss, nahm er eine Anstellung bei der Rohölgewinnungs AG (RAG) in Wien und Zistersdorf, Niederösterreich, an.
1965 wechselte Adolf Feizlmayr zur Transalpine Ölleitung in Österreich Ges.m.b.H. 1966 wurde er von TAL an Bechtel (Generalplaner) abgestellt, und im Alter von 29 Jahren Assistant Project Manager für den österreichischen Abschnitt der TAL. Von 1967 bis 1969 war Adolf Feizlmayr technischer Direktor der TAL in Österreich. Im Jahr 1969 trat er als Partner in das Ingenieurbüro von Pius Lässer ein, um die Ingenieurgemeinschaft Lässer-Feizlmayr (ILF) Innsbruck/München zu gründen.
Im Jahr 2007 wurde er in den Beirat von ILF berufen und von 2016 bis 2019 war er Vorsitzender des Aufsichtsrats der ILF-Gruppe.
2015 errichtete er gemeinsam mit Klaus-Peter Aumayr die Adolf Feizlmayr-Stiftung, die talentierte Studierende unterstützt und Forschungsprojekte vor allem im Bereich der erneuerbaren Energien fördert.
Adolf Feizlmayr ist seit 1963 verheiratet und hat einen Sohn.
Er erhielt folgende Auszeichnungen:
- Silbernes Ehrenzeichen für Verdienste um die Republik Österreich (1978)[11]
- Ehrendoktorwürde der Montanuniversität Leoben (2003)[12]
- Goldener Ehrenring der Technischen Universität München (2007)[13]
- Ehrensenator der Montanuniversität Leoben (2019)[14]
- Großer Tiroler Adler-Orden (2023)[15]

Adolf Feizlmayr unterstützt die ILF-Ingenieure noch immer mit seiner Expertise.